# Haematopota hikosanensis
Haematopota hikosanensis är en tvåvingeart som beskrevs av Hayakawa och Takahasi 1977. Haematopota hikosanensis ingår i släktet Haematopota och familjen bromsar. Inga underarter finns listade i Catalogue of Life.